# Folsom Street Fair
Pour les articles homonymes, voir Folsom.

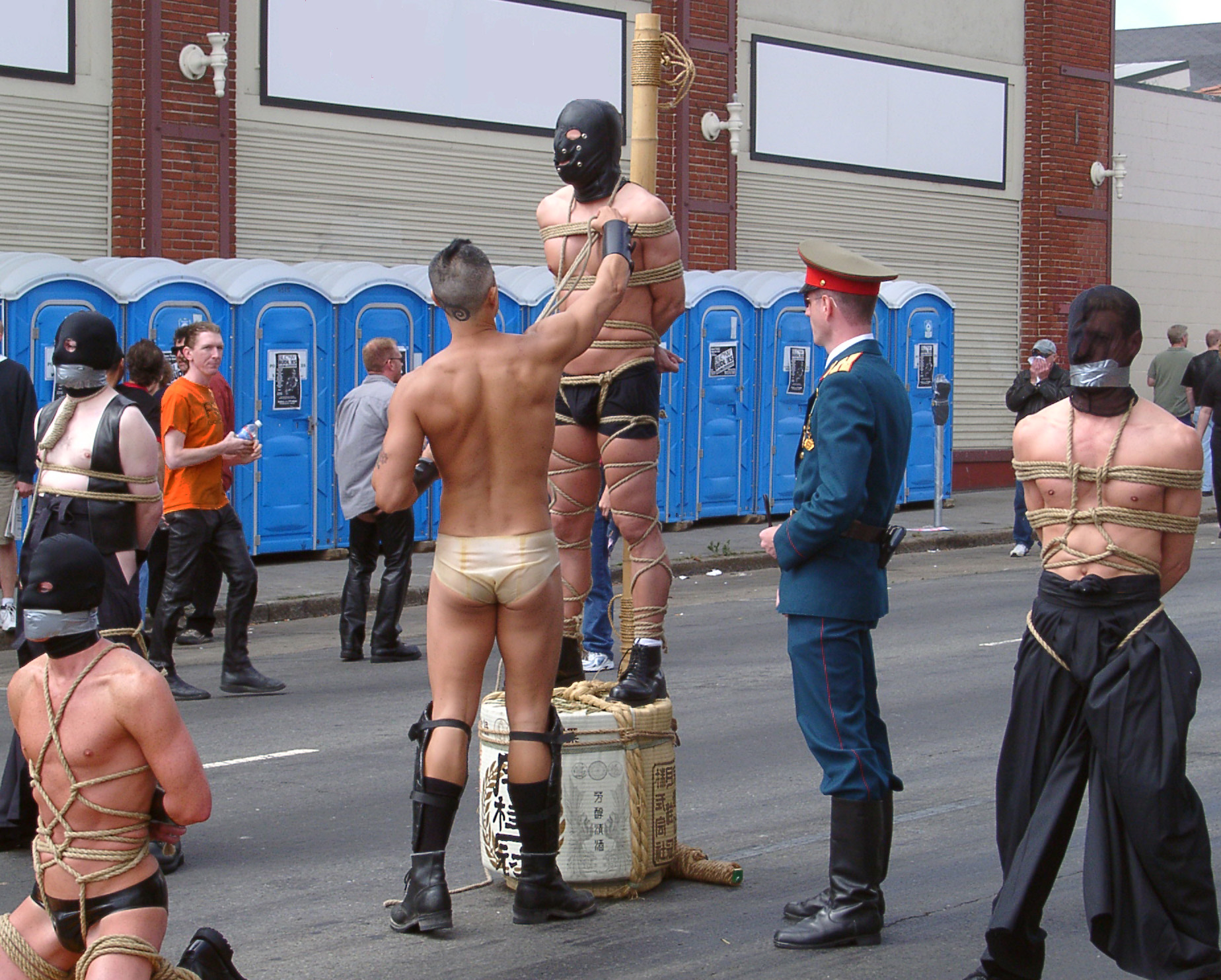
Démonstration de bondage en 2003 à la Folsom Street Fair.

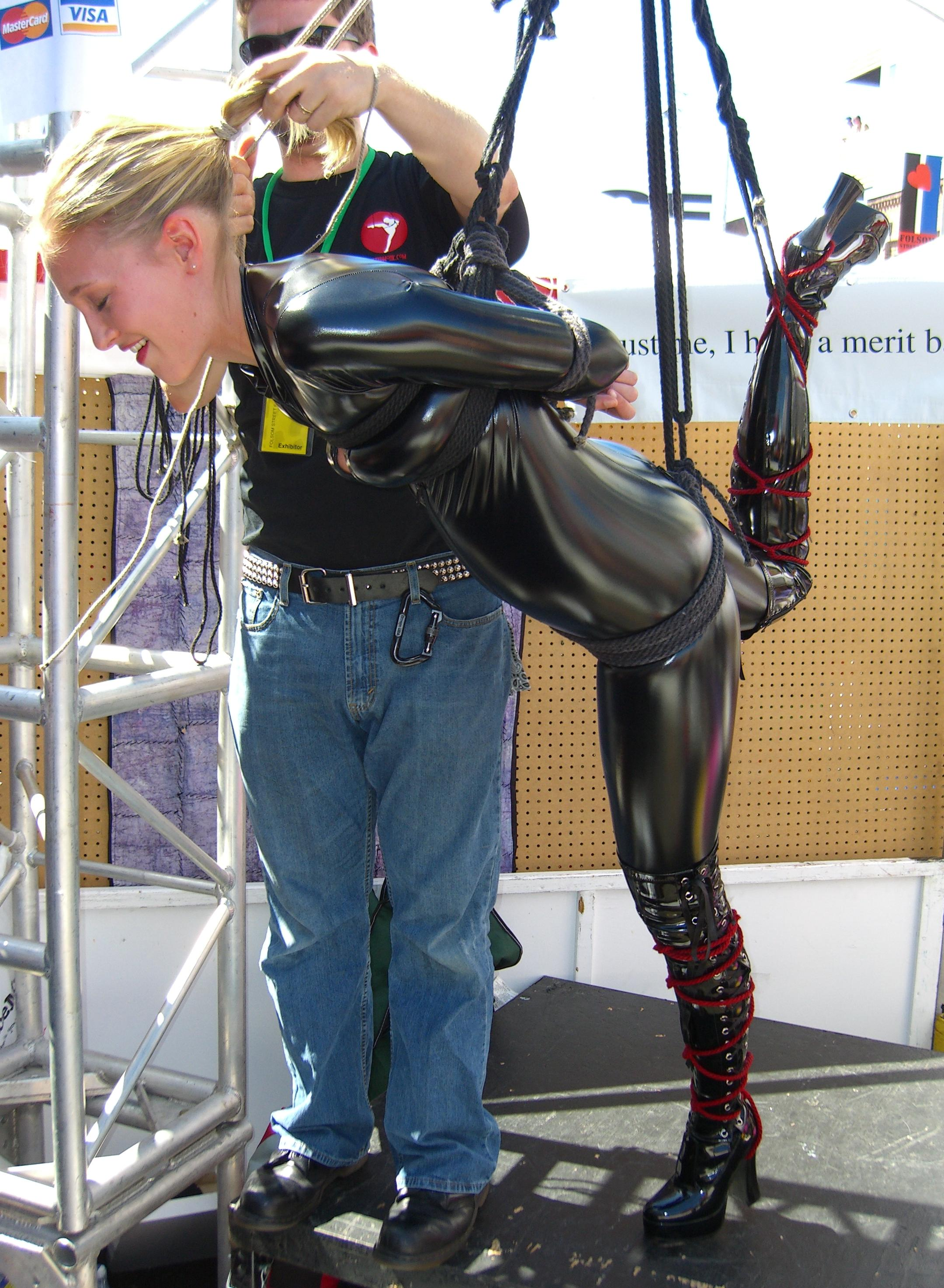
Démonstration de bondage de suspension en 2005 à la Folsom Street Fair.

La Folsom Street Fair est une grande fête des fétichistes du cuir qui se déroule chaque année le dernier dimanche de septembre à San Francisco et qui réunit les différentes orientations sexuelles.
Une édition (Folsom Europe) se tient également à Berlin au mois de septembre.

## Folsom Street Fair ou les folles journées de San Francisco
Cet événement a été couvert par un documentaire français de Daniel Chabannes en 1996 intitulé Folsom Street Fair ou les folles journées de San Francisco. Il fut interdit aux moins de seize ans en France.